# 스노든산

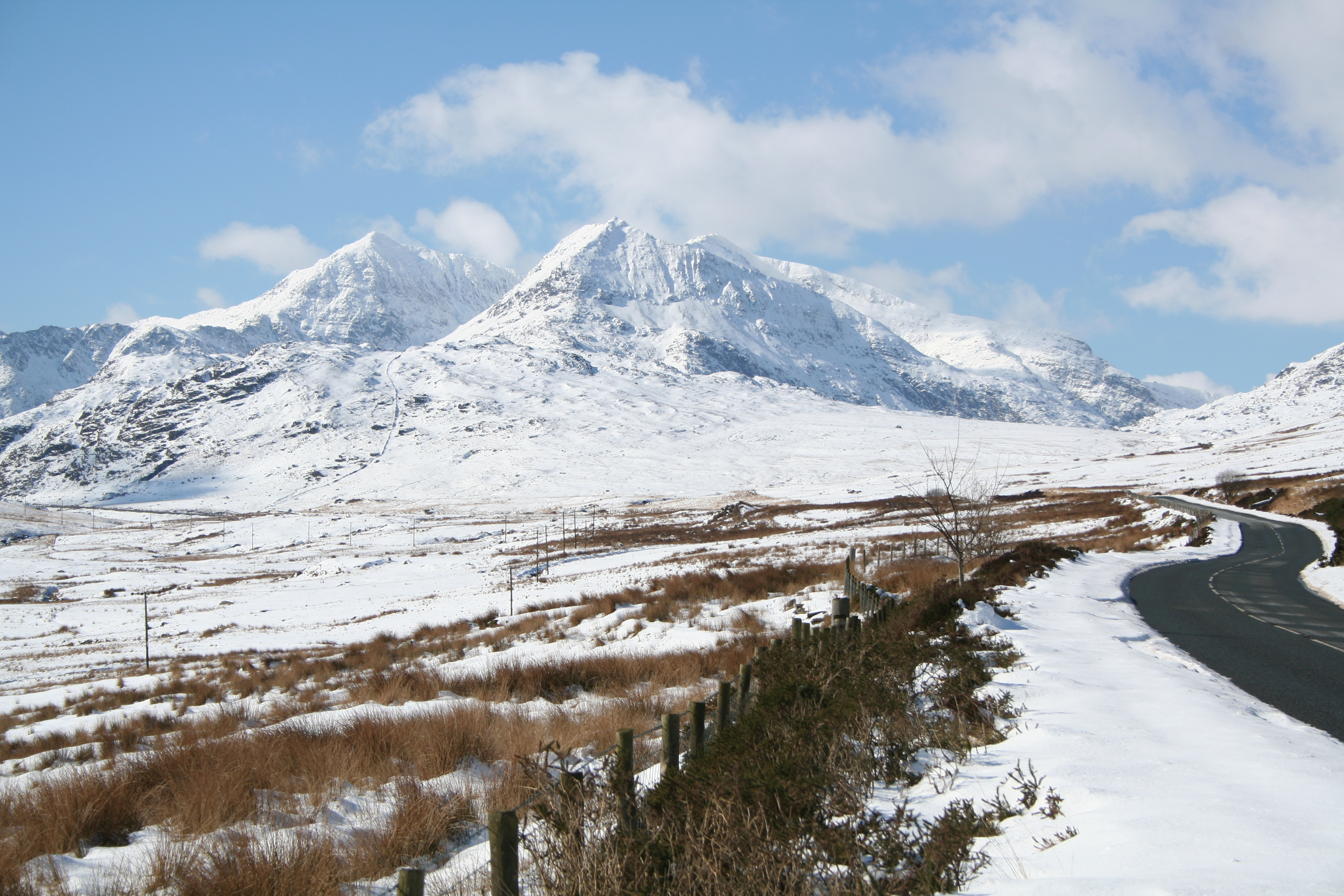
눈덮인 스노든 산의 풍경

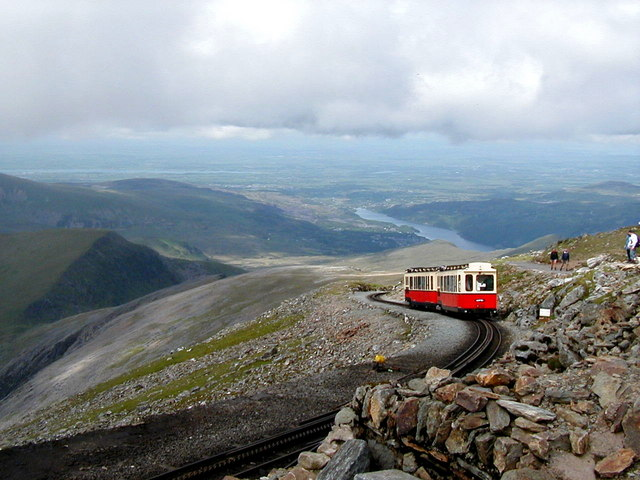
스노든 산 철로

스노든산(영어: Snowdon, 웨일스어: Yr Wyddfa 어르우이드바)은 웨일스에서 가장 높은 산이며 높이는 1,085m(3,560 피트)이다. 영국 귀네드의 스노도니아 국립공원에 위치하며, '그레이트브리튼섬에서 가장 붐비는 산'으로 묘사된다. 스노든 산은 희귀한 야생 동식물의 서식지로서, 영국의 자연보호구역으로 지정되어 있다.
스노든 산은 영국에서 볼 수 있는 최상의 풍경을 제공한다. 산 정상까지는 수 많은 유명 등산로를 이용해서 도보로 등반하거나 스노든 산 철로를 통해 이동할 수 있다. 1896년에 첫 운행을 시작한 스노든 산 철로는 란베리스에서 산 정상까지 7.6 km(4.7 마일)에 걸쳐 승객을 수송하는 톱니궤도식 철도이다. 산 정상에는 방문객 안내소가 있으며, 이는 1930년대에 지은 기존 건물을 2006년에 신축한 것이다.
스노든이라는 이름은 고대 영어로 '눈의 언덕'을 뜻한다. 한편, 스노든의 웨일스어 이름인 어르우이드바는 '고분'을 의미한다. 이는 아더 왕이 전설속의 거인 리타 가울과의 전투에서 승리한 후 만든 돌무덤에서 유래한 것으로 보이며, 혹은 아더 왕의 전설속에 등장하는 바다뱀이나 요정과 관련되었을 수도 있다.

## 같이 보기
- 벤네비스산